# Санту-Ештеван (Аленкер)
Санту-Ештеван (порт. Santo Estêvão; МФА: [ˈsɐ̃.tu ʃ.ˈte.vɐ̃w]) — парафія в Португалії, у муніципалітеті Аленкер. Розташована в західній частині країни, на теренах історичної португальської провінції Ештремадура. Входить до складу округу Лісабон. За адміністративним поділом, чинним до 1976 року, терени парафії були складовою провінції Ештремадура. Належить до Лісабонського патріархату Католицької церкви. Патрон — святий Стефан. Площа — 16,0674 км². Населення — 6687 ос. (2011). Середньо урбанізований регіон. Густота населення — 416,18 осіб/км²
. Код — 110111.

## Назва
- Аленкер (Санту-Ештеван) (порт. Alenquer (Santo Estêvão)) — офіційна назва.

## Населення
| Кількість мешканців | Кількість мешканців | Кількість мешканців | Кількість мешканців | Кількість мешканців | Кількість мешканців | Кількість мешканців | Кількість мешканців | Кількість мешканців | Кількість мешканців | Кількість мешканців | Кількість мешканців | Кількість мешканців | Кількість мешканців | Кількість мешканців |
| ------------------- | ------------------- | ------------------- | ------------------- | ------------------- | ------------------- | ------------------- | ------------------- | ------------------- | ------------------- | ------------------- | ------------------- | ------------------- | ------------------- | ------------------- |
| 1864                | 1878                | 1890                | 1900                | 1911                | 1920                | 1930                | 1940                | 1950                | 1960                | 1970                | 1981                | 1991                | 2001                | 2011                |
| 2 305               | 2 656               | 3 131               | 3 559               | 3 869               | 3 673               | 4 150               | 4 088               | 4 221               | 4 626               | 5 277               | 5 702               | 4 383               | 5 338               | 6 687               |